# دوسيباي باتيل
دوسيباي روستومجي كواجي باتيل (16 أكتوبر 1881 - 4 فبراير 1960) المعروفة لاحقاً باسم دوسيباي جاهينير راتينشو دادابوي، طبيبة نساء وتوليد هندية أصبحت في عام 2010 أول امرأة في كلية الجراحين الملكية بإنجلترا.
أمضت ست سنوات في لندن لدراسة «شهادة عضوية كلية الجراحين الملكية» و«شهادة كلية الأطباء الملكية» و«شهادة عضوية كلية الأطباء الملكية» و«بكالوريوس الطب والجراحة» وأخيراً «الدكتوراه في الطب».
بدأت مسيرتها المهنية عند عودتها إلى الهند في طب النساء والتوليد، حيث دعت إلى إحداث جمعيات رعاية الأمومة والأطفال وقدمت التماساً للحد من وفيات الرضع، وقد نشطت في هذا الدور ضمن مجموعة واسعة من المجتمعات وأصبحت أول رئيسة لجمعية النساء والتوليد في مومباي ولاحقاً لجمعية النساء الطبيات في الهند.

## النشأة
ولدت دوسيباي باتيل في 16 أكتوبر عام 1881 لعائلة بارسيونية ثرية ودرست في ثانوية غيرتون للبنات (مدرسة مومباي الآن).
قدمت باتيل من نافساري تشامبرز، فورت مومباي، الهند، حيث أكملت تدريبها الطبي عام 1903 في كلية غرانت الطبية ومجموعة مستشفيات السيد جامشيدجي جيجيبوي، مومباي، وحصلت على ترخيص في الطب والجراحة، ثم ساعدت السيد تيمولجي بيكاجي ناريمان والدكتور ماسينا في مومباي قبل أن تقنع والديها بالسماح لها بالدراسة في الخارج.

## الحياة في لندن
كان حلم الطبيبة جيراد منذ البداية أن تكون طبيبة وأن تأخذ شهادة الطب من لندن وتصبح مسؤولة عن مستشفى كاما، استوحيَ هذا التوق إلى الطب من قصة رويت لها حول مرض أختها الكبيرة التي أنقذتها الدكتورة بنسون في مستشفى كاما.
قضت باتيل أربع سنوات في المستشفى الملكي المجاني (كلية لندن الطبية للنساء)، وأصبحت في عام 1910 أول امرأة تحصل على «شهادة عضوية كلية الجراحين الملكية» للكلية الملكية للجراحين، بعد أن سُمح للنساء بالقيام بفحص «شهادة عضوية كلية الجراحين الملكية» بأربع سنوات، وأصبحت في نفس العام أول امرأة تملك رخصة «كلية الأطباء الملكية» من الكلية الملكية للأطباء، كما حصلت في عام 1910 على شهادة بكالوريوس الطب والجراحة من جامعة لندن، وأصبحت في عام 1911 عضواً في العمليات التشاورية الإقليمية بعد مرور ثلاث سنوات على السماح للنساء بالتقدم للامتحان وبعد سنة واحدة من تعيين آيفي إيفلين هاسلام كأول امرأة في الكلية.
أكملت في عام 1912 شهادة «الدكتوراه في الطب» في مدرسة لندن لحفظ الصحة وطب المناطق الحارة، وهي أول امرأة هندية تفعل ذلك.

## الحياة المهنية
عملت دوسيباي في مجلس الشيوخ لجامعات مومباي وبونا لسنوات عديدة، وكذلك في نقابة مومباي، حيث تمت دعوتها من قبل المجلس الطبي في الهند لتفقد مرافق التدريب في طب النساء والتوليد في جامعات شرق البنجاب وكلكتا.
كما بقيت رئيسة لجنة رعاية الأم والطفل «المجلس الهندي للأبحاث الطبية» لعدة سنوات، وأجرت تحقيقاً إحصائياً حول وفيات الأمهات في مومباي بين عامي 1937-1938 تحت إشراف المجلس الهندي للأبحاث الطبية، ودعيت أيضاً لإلقاء الخطابات في مومباي وبارودا وكالكوتا التي كان آخرها خطبة دوسيباي دادابوي التذكارية.
بدأت حياتها المهنية كدوسيباي جاهينير راتينشو دادابوي عند عودتها إلى الهند عام 1912 في طب النساء والتوليد، واهتمت بشكل خاص بطب الأمراض الخبيثة للنساء، وكانت نتيجةً لذلك أول شخص في الهند يشتري ويمتلك ويوزع الراديوم.
قدمت دوسيباي في عام 1924 وثيقة عن وفيات الرضع ذكرت فيها أن أكثر من ثلثي وفيات الرضع يمكن الوقاية منها والحد منها، كما أخذت بعين الاعتبار وفيات الأمهات حيث دعت إلى الإشراف على الأمهات طوال فترة الحمل والولادة وتشكيل مراكز رعاية الأم والطفل.
خدمت دوسيباي خلال الحرب العالمية الثانية في فرع جمعية الصليب الأحمر الموجود في مومباي، ومُنحت رتبة الإمبراطورية البريطانية في 1 يناير عام 1941.
كما شاركت في تأسيس جمعية النساء والتوليد في مومباي لتشغل فيها منصب «الأمين المشترك الفخري» ولاحقاً منصب الرئيس، وعملت على إنشاء جمعيات أخرى في جميع أنحاء الهند شكلت مجتمعةً اتحاد جمعيات النساء والتوليد في الهند التي ترأستها لاحقاً أيضاً.
ترأست في عام 1955 المؤتمر الثامن لأمراض النساء والتوليد في الهند، كما ترأست الرابطة الطبية للنساء في الهند بين عامي (1937-1947) وعملت في لجنة بوري بين عامي (1942-1946) حيث تناولت قضايا التنمية الصحية.
واستلمت أيضاً منصب «جراح استشاري فخري» في مستشفيات كاما وأبليس.

## الإرث والوفاة
توفيت دوسيباي في 4 فبراير عام 1960، حيث ألقيت خطبة في ذكراها وكان من الملقين:
- بول ديفروي[21]
- جيروشا جيراد[22]
- ليندا كاردوزا[23]

ظهرت باتيل في عام 2018 إلى جانب آيفي إيفلين وودوارد كأول امرأة في كلية الأطباء الملكية، في المعرض الاحتفالي الذي أقيم على مدار 500 عام تحت اسم: «هذا السؤال المحير: 500 عاماً للنساء في الطب».
يتم التحدث حتى اليوم عن الدكتورة جيراد بكامل الرهبة والاحترام، حيث لم تكن وفاتها خسارة لجمعية مومباي فقط، بل للاتحاد والبلد بأكمله.

## منشورات مختارة
- «وفيات الرضع وأسبابها وكيفية علاجها» في تقرير مؤتمر الخدمة الاجتماعية في عموم الهند. مومباي: جمعية خادمات الهند، 1924.
- «التحليل النقدي لـ 669 عملية قيصرية في مستشفى نوروسجي وادي للولادة، مومباي»، مجلة أمراض النساء والتوليد في الهند، المجلد الرابع، رقم 2، ديسمبر 1953.
- «خطاب رئاسي» في المؤتمر الثامن لأمراض النساء والولادة في الهند، المجلد الخامس، رقم 4، يونيو 1955.
- في عام 2018، قُدِّمت دوسيباي مع أول امرأة تحصل على عضوية الكلية الملكية للأطباء إيفي إيفلين ودورد للجمهور في معرض احتفالية 500 عام للكلية الملكية للأطباء تحت عنوان «هذه المسألة الشائكة: 500 سنة مرت على النساء في الطب.»